# Louisiana Five
A Louisiana Five  egy korai amerikai dzsessz- (dixieland) együttes volt. 1917 és 1920 között működött. A legkorábbi együttesek közé tartozott, akik már lemezfelvételeket készítettek. Az együttest Anton Lada dobos vezette.

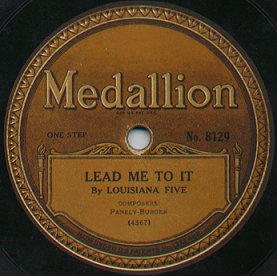

## Pályafutás
A Louisiana Five New Yorkban alakult meg. A Anton Lada szervezte meg az együttest összehozva a tagokat, Joe Cawley zongoristát, Charlie Panelli harsonást és Karl Berger bendzsóst egy zenekarba. Alcide „Yellow” Nunez klarinétos 1918-ban  csatlakozott a Louisiana Five-hoz.
A zenekar hamarosan felvételeket készített különböző társaságoknak, köztük az Emerson Records-nak, a Columbia Records-nak és az Edison Records-nak, és olyan slágerek születtek, mint például a „Clarinet Squawk” és a „Slow and Easy”. Az egyik lemezükön beszállt az együttesbe a multiinstrumentalista Bernard „Doc” Beherendson kornettel.
Az együttes népszerű volt New Yorkban, és turnézott Texasban és Oklahomában.
Amikor 1920-ban Nunez kilépett a zenekarból, még néhány lemezt készítettek, ekkor a klarinétot hegedű váltotta fel.

## Lemezek
- After All (1919)
- A Good Man Is Hard to Find (1918)
- Alcoholic Blues (1919)
- B-Hap-E (1919)
- Big Fat Ma (1919)
- Blues My Naughty Sweetie Gives to Me (1919)
- Church Street Sobbin Blues (1919)
- Clarinet Squawk (1919)
- Dixie Blues (1919)
- Down Where the Rajahs Dwell (1919)
- Foot Warmer (1919)
- Golden Rod (1919)
- Heart Sickness Blues (1918)
- Hello, Hello (1919)
- High Brown Babies' Ball (1919)
- I Ain't 'En Got 'Er No Time to Have the Blues (1919)
- I'll Get Him Yet (1920)
- Just Another Good Man Gone Wrong (1919)
- Laughing Blues (1918)
- Land of Creole Girls (1920)
- Lead Me to It (1919)
- Oh Joe, Get Your Fiddle and Your Bow (1920)
- Orange Blossom Rag (1919)
- Rainy Day Blues (1919)
- Ringtail Blues (1919)
- Slow and Easy (1919)
- Summer Days (1919)
- Sunshine Girl (1920)
- That Shanghai Melody (1919)
- Town Topic Rag (1919)
- Thunderbolt (1919)
- Virginia Blues (1919)
- Weary Blues (1919)
- Weeping Willow Blues (1920)
- Yama Yama Blues (1919)
- Yelping Hound Blues (1919)
- You Can't Get Lovin' Where There Ain't Any Love (1919)

## Fordítás
- Ez a szócikk részben vagy egészben  a   Louisiana Five című angol Wikipédia-szócikk ezen változatának fordításán alapul.  Az eredeti cikk szerkesztőit annak laptörténete sorolja fel. Ez a jelzés csupán a megfogalmazás eredetét és a szerzői jogokat jelzi, nem szolgál a cikkben szereplő információk forrásmegjelöléseként.